# Schultervor
Schultervor (engl. shoulder-fore, frz. épaule-en-avant) ist ein Begriff aus der Reitlehre, der  klassischen Reitkunst, und bezeichnet eine Lektion, bei der das Pferd mit dem inneren Hinterfuß in Richtung zwischen die beiden Vorderbeine tritt, während das äußere Hinterbein exakt auf die Spur des äußeren Vorderbeins fußt. "Durch ein solches Einrichten der Vorhand auf die Hinterhand ergibt sich eine leichte Rippenbiegung." Von vorne gesehen wird "der innere Hinterfuß zwischen den Vorderbeinen sichtbar". Als "Längsbiegung auf einfachem Hufschlage" ist das Schultervor für Seunig "Ausgangspunkt und Mutterstellung der Seitengänge, aus der sie sich alle entwickeln".
Ein Synonym für "Schultervor" ist auch die "erste Stellung", nicht zu verwechseln mit dem "Reiten-in-Stellung", welches auch "zweite Stellung" genannt wird. 

## Zielsetzung
Beide Lektionen sind Vorübungen für das "Schulterherein", aber "ebenso anspruchsvoll [...] wie das Schulterherein selbst". Außerdem ist das Schultervor "zur Verbesserung der Galopparbeit besonders hilfreich". Versammelnd ist die Lektion, weil der innere Hinterfuß vermehrt Last aufnimmt und so der Galopp vermehrt 'bergauf' gesprungen wird. Außerdem dient sie der "geraderichtenden Biegearbeit".

## Durchführung
Wie jede Lektion und jeder Übergang wird das Schulterherein durch halbe  Paraden eingeleitet. Der innere Schenkel liegt am Gurt und treibt das Pferd an den äußeren Zügel, sorgt für die Rippenbiegung und dafür, dass der innere Hinterfuß in Richtung zwischen die beiden Vorderfüße tritt. Der äußere Schenkel liegt  verwahrend eine Handbreit hinter dem Gurt. Der innere Zügel sorgt für die  Stellung, der äußere begrenzt dieselbe.
Die  Längsbiegung wird aus der vorhergehenden Ecke "in die Lektion mitgenommen" oder durch eine Volte vorbereitet.
Geritten wird das Schultervor auf dem Hufschlag, auf der Viertellinie oder auf der Mittellinie.
Es ist zu beachten, dass die treibenden Hilfen immer überwiegen müssen. Oft wird die Lektion zu lange geübt. Es sind aber "wenige gute Tritte wertvoller […] als mehrere Tritte mit  Taktfehlern, Spannungen oder Anlehnungsproblemen".